# قفص أرنب

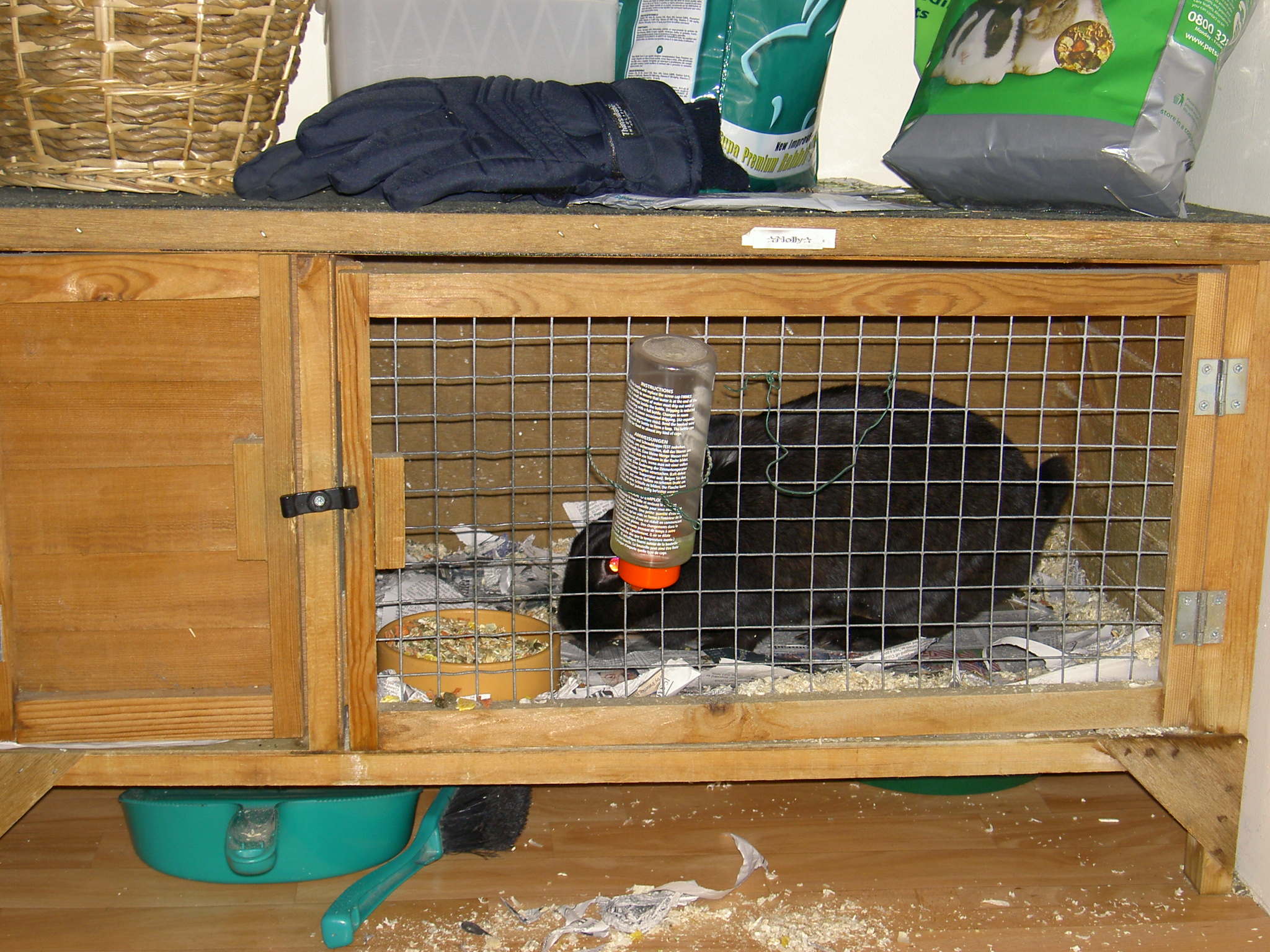
أرنب في قفص صغير

العش (تترجم بالإنجليزية : Hush أو Huch) هي كلمة عربية تعني بيت الحيوان و تشير إلى حاوية حجرية دائمة مبنية حيث يمكن حفظ الحيوانات، وتوجد أماكن أخرى للحيوانات تحمل أسماء مختلفة مثل "Cerah": وهو عبارة عن بناء مؤقت صغير من الحجر لوضع الحيوانات فيه.
قفص الأرنب (بالإنجليزية: Hutch) هو نوع من الأقفاص يستخدم عادة لإسكان الأرانب المنزلية ، ويمكن أيضًا إيواء الحيوانات الصغيرة الأخرى في تلك الأعشاش.
تحتوي معظم الأكواخ على إطار مصنوع من الخشب ، بما في ذلك الأرجل لإبقاء الوحدة بعيدة عن الأرض. قد تكون الأرضية من الخشب أو شبكة سلكية أو مزيج من الاثنين، وتعتبر شبكة الأسلاك ضارة جدًا لأقدام الأرانب ويمكن أن تسبب قروحًا شديدة. ويكون هناك جدار واحد أو أكثر من القفص مجرد شبكة أسلاك للسماح بالتهوية ، وتحتوي بعض الأكواخ على صناديق عش مدمجة وسقوف مظللة - وهي مخصصة بشكل عام لوضعها في الخارج مباشرة وليس داخل ملجأ آخر مثل حظيرة ، وبعض الأكواخ لها سقف لباد، على أي حال من المهم أن يوفر القفص مأوى في حالة خوف الحيوان ويساعده على التراجع إلى ملاذ آمن. لن يساعد ذلك فقط على حماية الحيوان الأليف من الظروف الجوية القاسية، ولكن أيضًا من الهجمات المفترسة.
الحد الأدنى المقبول عمومًا لحجم القفص هو 10 أقدام مربعة لـ أرنب بوزن 4 كجم ذو سلالة متوسطة الحجم، فإذا كان الحيوان خائفا أو حتى عدوانيًا، فهذه علامة بشكل عام على أن القفص صغير جدًا، ومع ذلك، فقد أصبح من غير المقبول في العقد الماضي للأشخاص الذين هم أكثر دراية باحتياجات الأرانب بأن الأرانب لا يجب أن تعيش في كوخ من هذا الحجم، أو أي قفص صغير، لأن الأرانب تحب الجري والقفز وتحتاج إلى مساحة لتلعب، و يجب وضع طريق آمن ليهرب الأرنب من الحيوانات المفترسة أوأن يكون هناك ملجأ داخل القفص للحماية ؛ يجب أن تكون مساحة الركض 10 أقدام × 6 أقدام على الأقل بارتفاع للقفص بـ 3 قدم، أو متريًا، 3 م × 2 م وارتفاع 1 م. (المصدر جمعية رعاية الأرانب والثقة، 2018) وكل ما كانت المساحة أكبر فإن هذا أفضل للأرانب عموما.